# Liste de films français sortis en 2010
Listes de films français
- 2006
- 2007
- 2008
- 2009
- 2010
- 2011
- 2012
- 2013
- 2014

Liste non exhaustive de films français sortis en 2010.

## 2010
| Titre                                           | Réalisateur                           | Acteurs                                              | Genre              |
| ----------------------------------------------- | ------------------------------------- | ---------------------------------------------------- | ------------------ |
| Les Petits Mouchoirs                            | Guillaume Canet                       | François Cluzet, Marion Cotillard, Benoît Magimel    | Comédie dramatique |
| Camping 2                                       | Fabien Onteniente                     | Franck Dubosc, Richard Anconina, Mathilde Seigner    | Comédie            |
| L'Arnacœur                                      | Pascal Chaumeil                       | Romain Duris, Vanessa Paradis                        |                    |
| Des hommes et des dieux                         | Xavier Beauvois                       | Lambert Wilson, Michael Lonsdale                     |                    |
| Arthur 3 : La Guerre des deux mondes            | Luc Besson                            | Freddie Highmore, Mia Farrow                         |                    |
| Océans                                          | Jacques Perrin et Jacques Cluzaud     |                                                      | Documentaire       |
| La Rafle                                        | Roselyne Bosch                        | Mélanie Laurent, Jean Reno, Gad Elmaleh              | Drame historique   |
| Potiche                                         | François Ozon                         | Catherine Deneuve, Gérard Depardieu, Fabrice Luchini |                    |
| Les Aventures extraordinaires d'Adèle Blanc-Sec | Luc Besson                            | Louise Bourgoin, Mathieu Amalric                     | Fantastique        |
| Le Mac                                          | Pascal Bourdiaux                      | José Garcia, Gilbert Melki                           |                    |
| Tout ce qui brille                              | Géraldine Nakache et Hervé Mimran     | Géraldine Nakache, Leïla Bekhti                      | Comédie dramatique |
| La Tête en friche                               | Jean Becker                           | Gérard Depardieu, Gisèle Casadesus                   |                    |
| Fatal                                           | Michaël Youn                          | Michaël Youn, Stéphane Rousseau                      |                    |
| Gainsbourg, vie héroïque                        | Joann Sfar                            | Éric Elmosnino, Lucy Gordon, Lætitia Casta           |                    |
| L'Homme qui voulait vivre sa vie                | Éric Lartigau                         | Romain Duris, Catherine Deneuve                      |                    |
| Les Émotifs anonymes                            | Jean-Pierre Améris                    | Benoît Poelvoorde, Isabelle Carré                    | Comédie romantique |
| L'Immortel                                      | Richard Berry                         | Jean Reno, Kad Merad, Richard Berry                  | Film policier      |
| L'amour c'est mieux à deux                      | Dominique Farrugia et d'Arnaud Lemort | Clovis Cornillac, Virginie Efira                     | Comédie            |
| Tournée                                         | Mathieu Amalric                       | Mathieu Amalric                                      | Comédie dramatique |
| The Ghost Writer                                | Roman Polanski                        | Ewan McGregor, Pierce Brosnan                        | Thriller           |
| Carlos                                          | Olivier Assayas                       | Édgar Ramírez                                        |                    |
| Un balcon sur la mer                            | Nicole Garcia                         | Jean Dujardin, Marie-Josée Croze                     |                    |
| L'Italien                                       | Olivier Baroux                        | Kad Merad, Valérie Benguigui, Roland Giraud          |                    |